# Thermodesulfobacteriota
Thermodesulfobacteriota, dříve Thermodesulfobacteria, je malý kmen termofilních bakterií, které redukují sírany. K této skupině se řadí jen několik málo rodů v jedné čeledi, a to hlavně Thermodesulfobacterium a Thermodesulfator, nedávno byl navíc objeven rod Geothermobacterium.
Obecně žijí Thermodesulfobacteria ve vodním prostředí, a to často v podvodních horkých sopečných kuželech či v hydrotermálních průduchách.